# Paramphisopus montanus
Paramphisopus montanus är en kräftdjursart som beskrevs av Nicholls 1943. Paramphisopus montanus ingår i släktet Paramphisopus och familjen Amphisopidae. Inga underarter finns listade i Catalogue of Life.